# 小島幸枝
小島 幸枝（こじま ゆきえ、1941年1月20日 - 2012年4月27日）は、日本の国語学者。

## 人物
福井県福井市生まれ。福井大学卒業、上智大学大学院日本文学専攻博士課程満期退学。1985年「『スピリツアル修行』の国語学的研究 - 第一冊「ロザイロの観念」の翻訳」で上智大学より文学博士の学位を取得。東海学園女子短期大学助手、1974年助教授、獨協大学教授。2012年定年。1980年、金田一京助博士記念賞受賞。カトリック学術研究奨励賞受賞。

## 編著書
- 『校本どちりなきりしたん』編、福井国語学グループ研究叢刊 第2、1966
- 『どちりなきりしたん総索引』編、風間書房、1971
- 『耶蘇会板落葉集総索引 字訓索引・字音索引』編、笠間書院 笠間索引叢刊、1978
- 『日本イエズス会版キリシタン要理―その翻案および翻訳の実態』共著、岩波書店、1983
- 『キリシタン版『スピリツアル修行』の研究 「ロザイロの観念」対訳の国語学的研究』笠間書院 笠間叢書、1987
- 『長崎代官村山等安 その愛と受難』聖母の騎士社 聖母文庫、1989
- 『キリシタン文献の国語学的研究』武蔵野書院、1994
- 『ぎやどぺかどる筆写本の国語学的研究』風間書房、1997
- 『圏外の精神 ユマニスト亀井孝の物語』武蔵野書院、1999
- 『コンテムツスムンヂの研究 資料篇』武蔵野書院、2009
- 『コンテムツスムンヂの研究 研究篇』武蔵野書院、2009
- 『転びイルマン不干ハビアン 慶長のジャーナリスト』武蔵野書院、2012

### 共編
- 『どちりいなきりしたん バチカン本』亀井孝と解説、勉誠社文庫、1979
- 『どちりなきりしたん カサナテンセ本』亀井孝と解説、勉誠社文庫、1979
- 『コリャード自筆西日辞書 複製・翻刻・索引および解説』大塚光信共編、臨川書店、1985

## 参考
- 『現代日本人名録』2002